# Arctia suttadra
Arctia suttadra là một loài bướm đêm thuộc phân họ Arctiinae, họ Erebidae.